# Serosah
Serosah is een bestuurslaag in het regentschap Kuantan Singingi van de provincie Riau, Indonesië. Serosah telt 1468 inwoners (volkstelling 2010).